# Віллі Меркль
Віллі Меркль (нім. Willy Merkl; 1900—1934) — німецький альпініст, керівник-учасник двох експедицій на вершину Нанга-Парбат (8125 м) Кашмірських Гімалаїв (1932, 1934). Загинув від переохолодження і виснаження під час сходження, імовірно, 16 липня 1934 року в висотному таборі (7100 м) після тривалої негоди.

## Коротка біографія
Точних біографічних відомостей про ранні роки життя немає. Віллі Меркль народився в Німеччині 6 жовтня 1900 року. Наприкінці Першої світової війни був призваний в армію, служив рядовим. На початку 1920-х закінчив технічний коледж у Нюрнбергу. Працював технічним інспектором на залізниці в Аугсбурзі. У 1920-х роках здійснив близько сорока першопроходжень нових альпіністських маршрутів в східних і західних Альпах, з яких багато разом зі своїм другом Вільгельмом Вельценбахом.
Серед найвідоміших альпійських маршрутів які він пройшов: східна стіна вершини Флешбанк, діретіссіма західної стіни Тотенкірхл (по «каміну дюльфера»), північна і північно-західна стіни Кляйне-Хальт, західне ребро Предігтштуль. Здійснив першосходження на Міїхлштурзхорн (нім. Miihlsturzhorn) по південній стіні, Саухорн (нім. Sauhorn) по північному гребеню і Ротхорн (нім. Rothorn) по північному контрфорсу. Географія місць його сходжень охоплювала такі місця Альп як Берхтесгаден, Лофер, Леоганг, Таннгайм, Карвендель. У 1924—1926 роках Меркль їздив у Доломіти, де пройшов маршрут Treussriss на Кляйнсте-Цінне, першим здолав південну стіну Пунта-Чіветта, а трохи пізніше її північний гребінь, здійснив друге сходження на Торре-дель-Диявол (італ. Torre del Diavolo) (2598 м) (масив Cadini di Misurina). 1928 року став учасником першого сходження на Монблан по гребеню Peteret ridge.
1929 року разом з Волтером Рехом (англ. Walter Raech) і Фріцом Бехтольдом здійснив низку сходжень на Центральному Кавказі, зокрема на вершини Гюльчі-Тау, Ельбрус, Коштан-тау (першопроходження північного гребеня) і Ушбу (третє сходження).
Віллі Меркель був членом Німецько-австрійського, Австрійського, Англійського і гімалайського альпіністських клубів.
У 1932 і 1934 роках він очолив німецькі альпіністські експедиції на вершину Нанга-Парбат Кашмірських Гімалаїв (другу і третю на гору).
У 1938 році (після смерті) щоденники Віллі Меркля опублікував його зведений брат доктор Карл Херрлігкоффер — керівник багатьох наступних німецьких експедицій на цю вершину, в тому числі експедицій 1953, під час якої Герман Буль здійснив сходження на її вершину, а також 1970 року, під час якої Райнхольд Месснер разом з братом Гюнтером досяг вершини по Рупальській стіні, в книзі «Шлях Віллі Меркля на Нанга-Парбат» (нім. Willy Merkl ein Weg zum Nanga Parbat).
На честь Віллі Меркля названі кулуар і льодове поле на Рупальській стіні Нанга-Парбат, а також відомий готель  Хатина Віллі Меркля в Гедешнітсзе, який перебуває на утриманні Німецького Альпіністського союзу.